# Monumento natural Bosques Petrificados
El monumento natural Bosques Petrificados es un área natural protegida ubicada en el departamento Deseado, al noreste de la provincia de Santa Cruz, en la Patagonia argentina. Fue creado con el fin de preservar un área que conserva un gran número de los más notables árboles petrificados de Argentina. Se halla a 150 km al oeste de la localidad de Puerto Deseado, aproximadamente en la posición 47°41′36″S 68°03′57″O / -47.69333, -68.06583.
El parque nacional Bosques Petrificados de Jaramillo rodea en su casi totalidad el área del monumento natural Bosques Petrificados, que en la práctica es la zona núcleo del área protegida combinada. Sumadas ambas superficies la protección alcanza a 78 543 ha.

## Formación del yacimiento

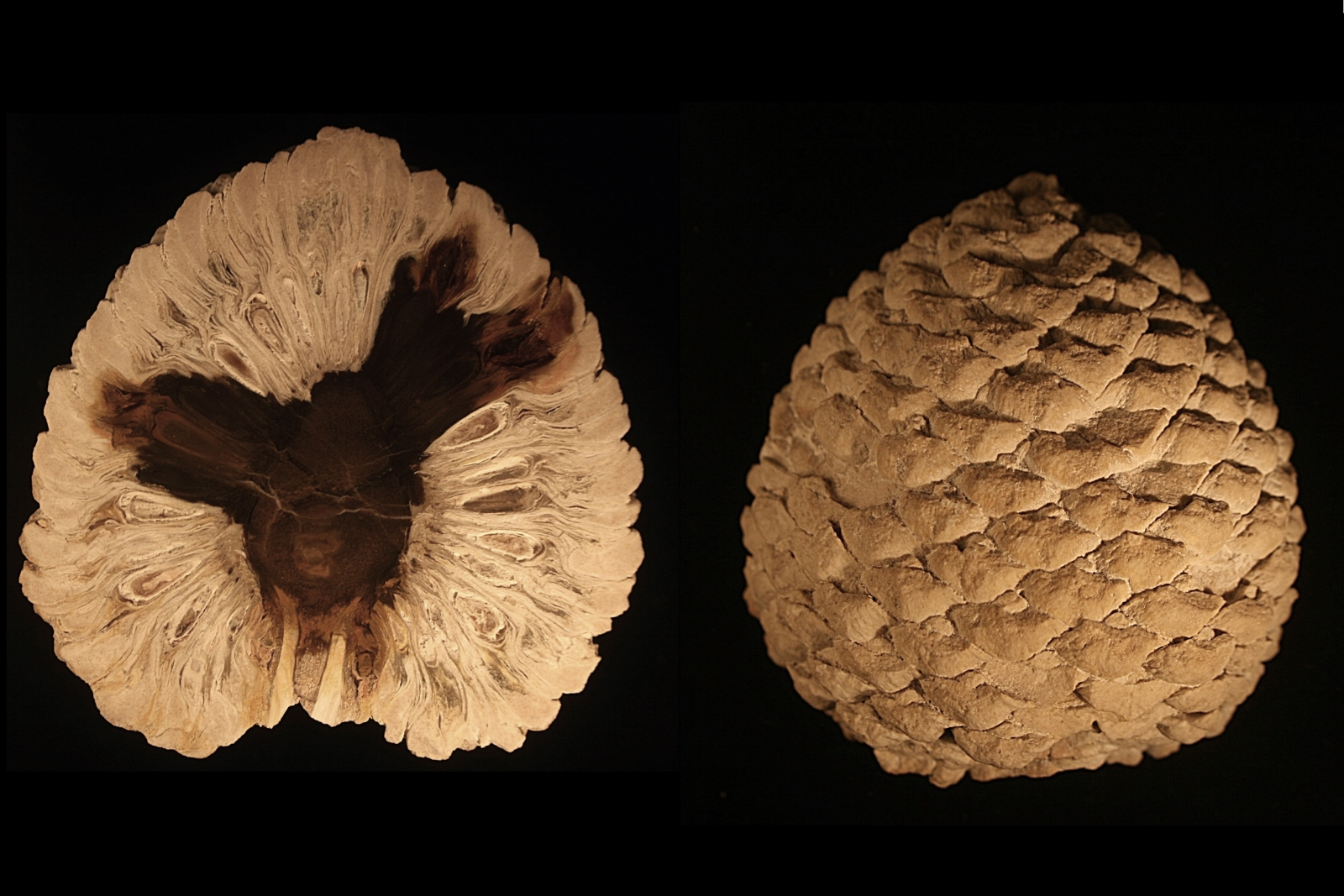
Cono petrificado de Araucaria mirabilis.

La región que actualmente ocupa el bosque petrificado forma parte de una formación geológica cuya de antigüedad corresponde al Jurásico medio superior, aproximadamente hace 150 millones de años. En esa era la meseta estaba cubierta por un extenso bosque favorecido por el ambiente húmedo producto de los vientos provenientes del océano Pacífico, millones de años antes del alzamiento de la cordillera de los Andes, en el Cretácico superior. Un episodio de origen volcánico devastó la zona boscosa y la cubrió con materiales ricos en sales minerales, principalmente silíceas o calcáreas, que produjeron la petrificación de los árboles.
El bosque primitivo incluía ejemplares de la Araucaria mirabilis, identificada a partir de sus piñas, hongos, helechos y otras especies primitivas como Bennettitales y Cycadidae. Se han encontrado fósiles de anuros primitivos. Algunos de los ejemplares fósiles miden hasta 30 m de largo y su diámetro alcanza los 2 m.

## Flora y fauna
La preservación de la flora y fauna silvestres es un objetivo secundario de conservación del área. Los suelos, que presentan las características derivadas de los fenómenos volcánicos de eras pasadas, admiten una cobertura vegetal escasa, compuesta principalmente por arbustos o matorrales de ejemplares de los géneros Prosopis, Berberis y Schinus.
El la zona se ha registrado la presencia de algunas especies de aves sobre las que existe algún grado de preocupación como el choique (Rhea pennata), el flamenco austral (Phoenicopterus chilensis), el cauquén colorado (Chloephaga rubidiceps), la quiula patagónica (Tinamotis ingoufi), la bandurrita patagónica (Eremobius phoenicurus) y el cacholote pardo (Pseudoseisura gutturalis).

## Creación y legislación
El área protegida fue creada mediante el decreto nacional n.º 7252/1954 de 5 de mayo de 1954, cuando la actual provincia de Santa Cruz dependía del Gobierno Nacional en carácter de territorio nacional de Santa Cruz, sobre una superficie inicial de 10 000 ha.

Resérvase con fines de utilidad pública para la Administración General de Parques Nacionales y con destino a declararle Monumento Natural, la superficie de 10.000 ha, constituida por las leguas D del lote 18, C del lote 19, B del lote 22 y A del lote 23, de la fracción D, sección V del Territorio Nacional de Santa Cruz.

La provincia de Santa Cruz (inicialmente provincia de Patagonia) fue creada por la ley n.º 14408 sancionada el 16 de junio de 1955 y promulgada por decreto n.º 9947/1955 de 28 de junio de 1955, que dispuso:

ARTICULO 10. - Pasarán al dominio de las nuevas provincias los bienes situados dentro de sus respectivos límites territoriales que pertenezcan al dominio público o privado de la Nación, excepto aquellos que necesite destinar a un uso o servicio público nacionales, en cuyo caso la reserva deberá establecerse por Ley de la Nación dentro de los tres años de promulgada la presente.

El decreto ley n° 654/1958 de 21 de enero de 1958 dispuso:

Art. 5º - En los términos del artículo 10° de la Ley Nº 14.408 continuarán perteneciendo al dominio del Estado Nacional los parques nacionales y monumentos naturales siguientes: (...) h) Monumento Natural de los Bosques Petrificados, en la provincia de Santa Cruz, con los límites señalados por Decreto N° 7.252 del 5 de mayo de 1954.

Sin embargo, el requisito de ley provincial fue eliminado mediante la ley n.º 17830 sancionada y promulgada el 5 de agosto de 1968:

Artículo 1º - Acláranse los artículos 14º de la Ley Nº 14.037 y 10º de la ley Nº 14.408 en el sentido de que la transferencia de dominio a favor de las nuevas Provincias prevista en el primer párrafo de dichos artículos, no comprende los bienes pertenecientes al dominio público o privado de la Nación que al tiempo de la provincialización estaban afectados o destinados a servicios o usos de utilidad o interés público nacional, los cuales continuarán en el dominio de la Nación, siempre que ésta se encuentre en posesión de dichos bienes, a la fecha de la promulgación de la presente ley.

La ley nacional de creación del monumento natural no fue sancionada, pero al sancionarse y promulgarse la ley n.º 22351 el 4 de noviembre de 1980 -que modificó el régimen de áreas nacionales protegidas- el monumento natural Bosques Petrificados fue mencionado explícitamente en el artículo 32 Áreas Integrantes del Sistema de la Ley: 17.- MONUMENTO NATURAL DE LOS BOSQUES PETRIFICADOS (Decreto 7252 del 5 DE MAYO DE 1954), cumpliendo así el requisito legal de creación.
Por resolución n.º 948/1971 ratificada por resolución n.º 517/1984 el Consejo Agrario de Santa Cruz cedió a la Administración de Parques Nacionales 5000 ha adyacentes por el este al monumento natural, correspondientes a la legua C del lote 18 y B del lote 23 de la fracción D, sección V. En 1997 la APN adquirió las estancias vecinas El Cuadro (20 000 ha) y Cerro Horqueta (24 228 ha).
La ley n.º 3027 de la provincia de Santa Cruz, sancionada el 31 de julio de 2008, transfirió al Estado Nacional la jurisdicción sobre las dos estancias adquiridas por la APN, el dominio y jurisdicción de un campo de 5000 ha para ampliar el monumento natural Bosques Petrificados y el dominio y jurisdicción de la Estancia El Bajo de 2000 ha y de otro campo de 17 315 ha para crear el parque nacional Bosques Petrificados de Jaramillo. El área protegida alcanzó una superficie de 78 543 hectáreas (15 000 ha para el monumento nacional y 63 543 ha para el parque nacional).
La ley fue promulgada parcialmente por decreto provincial n.º 2189/2008 de 25 de agosto de 2008, sancionada con texto definitivo el 27 de noviembre de 2008 y promulgada por decreto n.º 3462/2008.

ARTÍCULO 3.- La cesión a la que se refieren los Artículos 1 y 2 de la presente ley se realizan con el cargo de ampliar el Monumento Natural Bosques Petrificados y de crear el Parque Nacional Bosques Petrificados de Jaramillo y de incorporarlo al sistema creado por la Ley 22.351. Esta cesión quedará sin efecto si el Estado Nacional en el plazo de dos (2) años a partir de la sanción de la presente no sanciona la ley de Ampliación del Monumento Natural Bosques Petrificados y de Creación del Parque Nacional Bosques Petrificados de Jaramillo, en los términos del Artículo 1 de la Ley 22.351.-

El 26 de agosto de 2010 fue sancionada la ley n.º 3151, promulgada por decreto 2164/2010 de 10 de septiembre de 2010, que introdujo modificaciones y prorrogó el plazo fijado en la ley n.º 3027 para que el Estado Nacional aceptara la transferencia. Al vencerse la prórroga del plazo fue sancionada la ley n.º 3246 el 24 de noviembre de 2011 que lo prorrogó hasta el 31 de diciembre de 2012.
El 28 de noviembre de 2012 fue sancionada la ley nacional n.º 26825, promulgada el 27 de diciembre de 2012 a través del decreto n.º 2600/2012, que aceptó la cesión de jurisdicción y dominio efectuada por la provincia de Santa Cruz al Estado Nacional, creando el parque nacional Bosques Petrificados de Jaramillo y ampliando el monumento natural Bosques Petrificados.

ARTICULO 3° — Acéptase la cesión de jurisdicción y dominio efectuada por la provincia de Santa Cruz al Estado nacional mediante la ley provincial 3.027, con destino a la ampliación del Monumento Natural Bosques Petrificados, para que éste, a través de la Administración de Parques Nacionales, ejerza las competencias previstas en la ley 22.351, sobre el total de las tierras cuyos límites se describen en el Anexo III, que forma parte de la presente ley, conforme a las modificaciones de la ley provincial 3.151, y que se representan gráficamente en el Anexo V de la presente.
 ARTICULO 5° — Modifícanse los límites del Monumento Natural Bosques Petrificados establecidos en el artículo 1° del decreto 7252, de fecha 5 de mayo de 1954, los que a partir de la sanción de la presente ley serán, con una superficie de quince mil hectáreas (15.000 ha), los que se describen en el Anexo IV, que forma parte de la presente, conforme se identifican en el Anexo VI, “Croquis de límites y ubicación del Parque Nacional Bosques Petrificados de Jaramillo y del Monumento Natural Bosques Petrificados”.

ANEXO III. TIERRAS CUYA JURISDICCION Y DOMINIO CEDE LA PROVINCIA DE SANTA CRUZ PARA LA AMPLIACION DEL MONUMENTO NATURAL BOSQUES PETRIFICADOS
 Fracción fiscal de cinco mil hectáreas (5.000 ha) de superficie sin mensurar, reservada por la Resolución Nº 948/71 —ratificada por la Resolución Nº 517/84— del Consejo Agrario Provincial de la provincia de Santa Cruz, que comprende la legua “c” del lote 18 y la legua “b” del lote 23, ambas de la Fracción “D”, de la Sección V, de la provincia de Santa Cruz.
 ANEXO IV. NUEVOS LIMITES DEL MONUMENTO NATURAL BOSQUES PETRIFICADOS
 Partiendo del esquinero Noroeste de la legua “c”, lote 19, Fracción “D”, Sección V, con rumbo Este, continúa por el límite Norte de las leguas “c” del lote 19, “d” y “c” del lote 18, todas ellas pertenecientes a la Fracción D, Sección V, hasta el esquinero Noreste de la legua “c” del lote 18. Desde aquí con rumbo Sur continúa por el límite Este de la legua “c” del lote 18 y la legua “b” del lote 23, ambas pertenecientes a la Fracción “D”, Sección V, hasta encontrar el esquinero Sudeste de la legua “b” del lote 23. Desde aquí con rumbo Oeste continuará por el límite Sur de las leguas “b” y “a” del lote 23 y “b” del lote 22, todas ellas pertenecientes a la Fracción “D”, Sección V, hasta encontrar el esquinero Sudoeste de la legua “b” del lote 22. Desde aquí continuará con rumbo Norte por el límite Oeste de las leguas “b” del lote 22 y “c” del lote 19, ambas pertenecientes a la Fracción “D”, Sección V, hasta encontrar el esquinero Noroeste de la legua “c” del lote 19, Fracción “D”, Sección V, punto de arranque de la presente descripción.

## Administración
Por resolución n.º 126/2011 de la Administración de Parques Nacionales de 19 de mayo de 2011 se dispuso que el monumento natural encuadra para los fines administrativos en la categoría áreas protegidas de complejidad III, por lo cual tiene a su frente un intendente designado, del que dependen 4 departamentos (Administración; Obras y Mantenimiento; Guardaparques Nacionales; Conservación y Uso Público) y la división de Despacho y Mesa de Entradas, Salidas, y Notificaciones. La intendencia del monumento natural Bosques Petrificados y del parque nacional Bosques Petrificados de Jaramillo se encuentra en la ciudad de Caleta Olivia.